# Perigon
En perigon, en fullständig vinkel eller en full vinkel är inom geometrin en vinkel som är ekvivalent med ett (1) varv.
En perigon α motsvarar:
- α = 1 varv
- α = 360°
- α = 2π radianer
- α = 400g